# Guglielmo Scheibmeier
Guglielmo "Bubi" Scheibmeier (ur. 26 maja 1924 roku) – włoski bobsleista, złoty medalista mistrzostw świata.

## Kariera
Największy sukces w karierze Scheibmeier osiągnął w 1954 roku, kiedy wspólnie z Andreą Zambellim zwyciężył w dwójkach podczas mistrzostw świata w Cortinie d'Ampezzo. Był to pierwszy w historii złoty medal dla Włoch w tej konkurencji. Jednocześnie jednak był to jego jedyny medal wywalczony na międzynarodowej imprezie tej rangi. Nigdy nie wystąpił na igrzyskach olimpijskich.